# Perconia strigillaria
Perconia strigillaria là một loài bướm đêm trong họ Geometridae.

## Hình ảnh

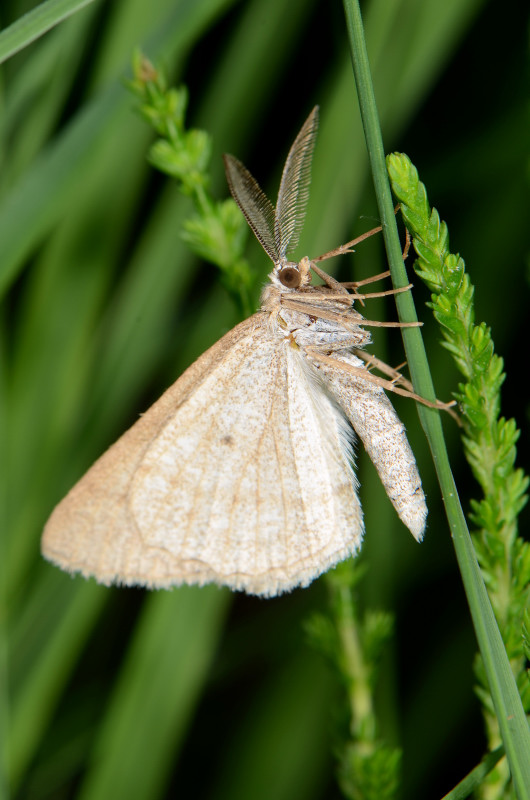
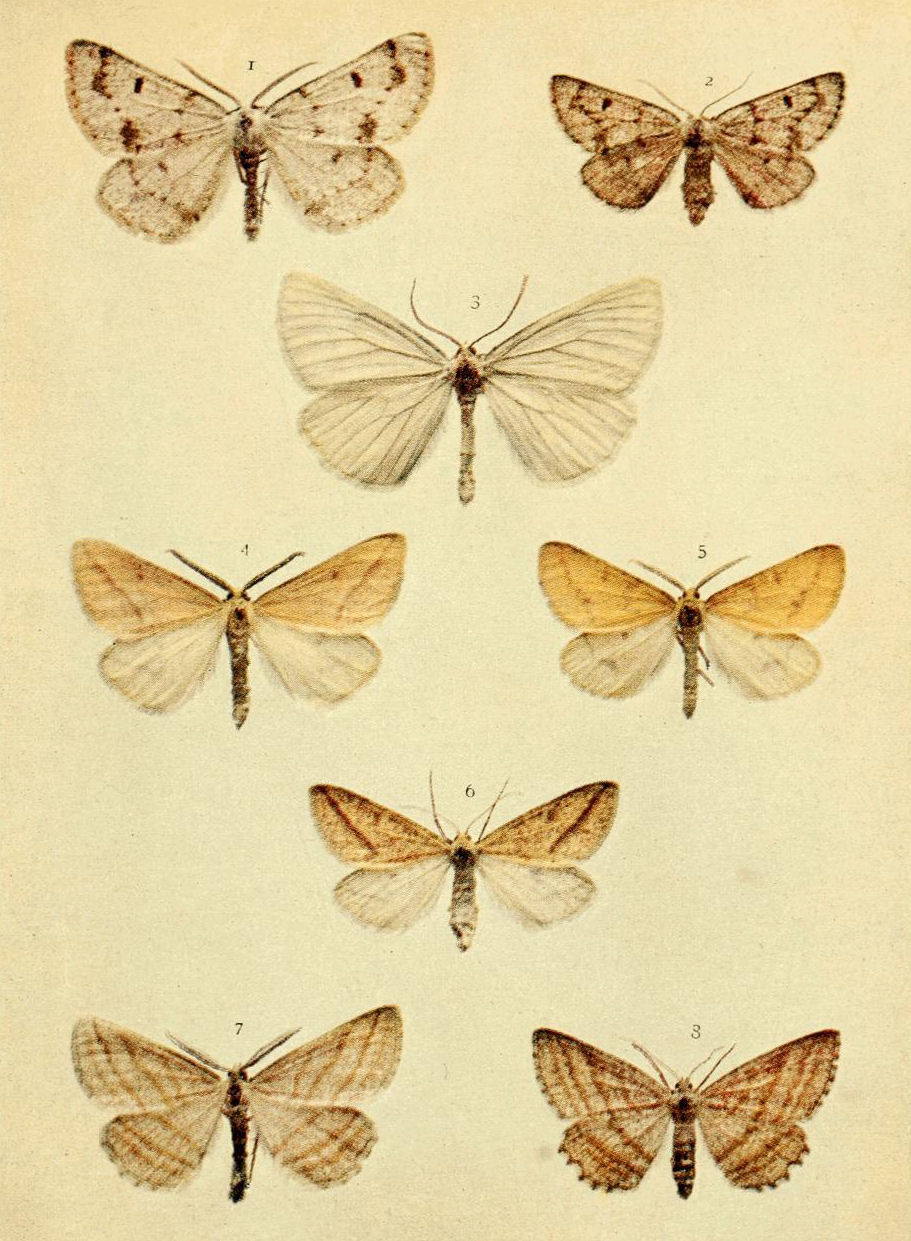